# Eurois juncta
Eurois juncta là một loài bướm đêm trong họ Noctuidae.